# Simulium kainantuense
Simulium kainantuense är en tvåvingeart som beskrevs av John Smart och Clifford 1965. Simulium kainantuense ingår i släktet Simulium och familjen knott. Inga underarter finns listade i Catalogue of Life.